# ایوان پولیوی
 ایوان پولیوی (اوکراینی: Іва́н Па́влович Пулю́й؛ زاده ۲ فوریهٔ ۱۸۴۵ درگذشته ۳۱ ژانویهٔ ۱۹۱۸) یک دانشمند در زمینه فیزیک‌دان اهل اوکراین بود.